# 吉爾茨哈根巴赫河
50°48′31″N 7°36′26″E / 50.808678°N 7.607194°E
吉爾茨哈根巴赫河（德語：Gierzhagener Bach），是德國的河流，位於該國西部，流經北萊茵-威斯特法倫州，屬於錫格河的右支流，河道全長10.1公里，流域面積18平方公里。